# Structure mécanosoudée

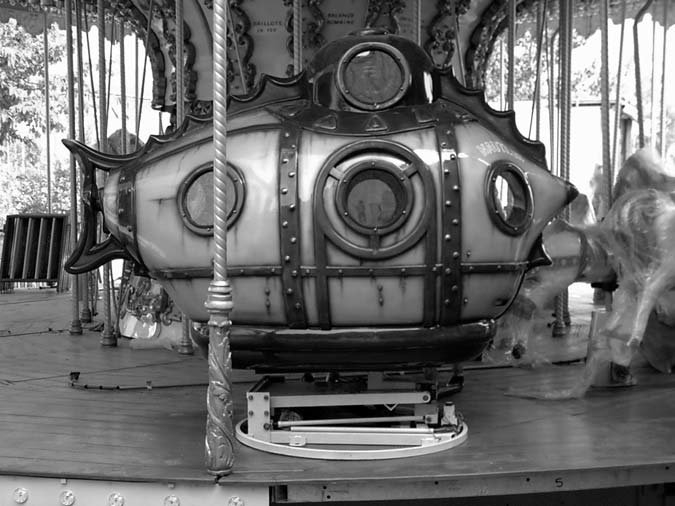
L'élévateur de ce sujet de manège contient des parties mécano-soudées.

L'embase (repère 0) et le bras élévateur (repère 1) de cet élévateur sont des structures mécano-soudées.

Une structure mécanosoudée ou mécano-soudée est un assemblage de pièces métalliques — en général en acier — obtenu par soudage et ayant une fonction mécanique. Il s'agit en général de structures de grande taille.
L'intérêt du mécanosoudage est la possibilité d'obtenir des formes complexes à moindre coût, par assemblage de profilés. C'est le cas typique de bâtis de machines, de cadres destinés à supporter des charges, de systèmes de manutention (élévateurs, bras manipulateurs).
L'inconvénient principal en est que la déformation due au soudage donne des tolérances médiocres, de l'ordre du millimètre. On peut résoudre ce problème en prévoyant des surépaisseurs dans les pièces à souder, par exemple en soudant des platines, et en usinant, après soudage, ces surépaisseurs (enlèvement de matière) sur une fraiseuse à grande capacité ; on obtient alors une tolérance typiquement inférieure à 0,1 mm.